# Nosematidae
Nosematidae constiui uma família de fungos.

## Gêneros
A família abarca os seguintes gêneros:
- Caudospora
- Golbergia
- Issia
- Nosema
- Octosporea
- Vairimorpha